# Roč
Roč är en ort i Kroatien.   Den ligger i länet Istrien, i den västra delen av landet, 160 km väster om huvudstaden Zagreb. Roč ligger 331 meter över havet och antalet invånare är 153.
Terrängen runt Roč är lite bergig. Runt Roč är det ganska glesbefolkat, med 23 invånare per kvadratkilometer. Närmaste större samhälle är Buzet, 6,6 km väster om Roč. I omgivningarna runt Roč växer i huvudsak blandskog.